# Samira Said
Samira Abdelrazak Bensaïd (en árabe  سميرة عبد الرزاق بنسعيد) (Rabat, 10 de enero de 1958) más conocida por su nombre artístico Samira Said, es una cantante marroquí de música árabe.

## Biografía
Desde pequeña fue animada por su familia y empezó su fructífera carrera a los 9 años en programas de jóvenes talentos, dónde ganó en varias ocasiones. La primera aparición en la televisión marroquí y que le reportó un gran éxito, fue en el programa MawAheb.
En 1980 dio un paso más en su carrera: se convirtió en la primera (y única) representante de Marruecos en el Festival de Eurovisión aunque no con mucho éxito, ya que obtuvo de un total de 19 canciones el 18.º puesto gracias a los 7 puntos que el jurado de Italia le otorgó. La canción con la que representó a su país (Bitakat Hob (Carta de amor)) fue, de todos modos, un éxito en el mundo árabe.
Fue haciéndose un nombre en el mundo de la música marroquí gracias a canciones como “Maghlouba”. Una vez conquistado el mercado musical marroquí, Samira empezó a abrirse camino fuera de su país, mudándose a Egipto también en el año 1980 (gracias a los consejos de Abdul Halim quién hace 30 años dijo que Samira sería una superestrella). El emprender este viaje significó el poder causar un mayor impacto (a nivel musical) en todo el mundo árabe. Muchos productores se interesaron, y fue grabando canciones propias así como versionando otras. Su carrera despega y sube como la espuma haciendo que sus discos permanezcan durante semanas en el primer puesto de los discos más vendidos de los países árabes. La fórmula del éxito fue que trabajó con compositores y letristas muy conocidos lo que se provocó que muchas de sus canciones fueran aclamadas por la crítica
Su éxito no solo se quedó ahí, Youmine del gani ba3d del al y 7atnazel 3annak Abadan
fueron las dos canciones que le hicieron dar el salto a Japón y a Estados Unidos gracias al éxito de las mismas en el año 1983.
Aunque a finales de los ochenta se puede hablar de un ligero pinchazo en su carrera (no cosechó tantos éxitos y esto también influyó en las ventas) su popularidad nunca decayó.
Siguió cosechando éxitos, el 2005 con canciones como “Aweeny Beek” y en el 2006 con sus actuaciones en “The African Cup of Nations” (con la canción Kollena Ensan) en El Cairo y en Casablanca, en enero y julio respectivamente.
Samira debe, en parte, su inusual longevidad artística, poco frecuente en un artista árabe, a que adopta nuevas influencias estilísticas como el Tarab, Raï y el Jazz así como el trabajar con nuevos talentos.

## Vida personal
En relación con su vida personal, actualmente Samira es soltera, vive en El Cairo y tiene un hijo llamado Chadi.

## Discografía
| 1. El hob elli ana a'aycheh (1980) 2. Bitaqat hob (1980) 3. ben lif (1981) 4. Hikaya (1982) 5. Allemnah el hob (1983) 6. Ketr al kalam (1983) 7. Methaya'li (1984) 8. Lilet el ouns (1984) | 1. Ya damaiti haddi (1984) 2. Ehki ya chahrazed (1985) 3. Youm akablak fih (1985) 4. Ech gab li gab (1985) 5. Amrak ajib en (1986) 6. Ana walla anta (1989) 7. Moch hatnazel a'anak (1986) 8. Sibak (1986) | 1. Ya ebn al halel (1987) 2. Ghariba (1988) 3. Sibni louahdi (1988) 4. Ensani (1989) 5. Ba'adin neta'ateb (1990) 6. Choft el amar (1991) 7. Hannitlak (1992) 8. Khayfa (1992) | 1. a'ach'a (1993) 2. Kolli de echa3at (1995) 3. Enta habibi (1997) 4. a'al bal (1998) 5. Rouhi (1999) 6. Laila habibi (2001) 7. Youm Wara Youm (2002) 8. Awweeni Beek (2004) 9. Ayam Hayati (2008) |

## Premios Internacionales
- 2003- Mónaco Music Award (mejor cantante árabe del 2003), premio que recibió de manos del Príncipe Alberto de Mónaco.
- Abril del 2003- BBC International Music Awards (Mejor álbum árabe del 2002) por Youm Wara Youm.